# クディサン

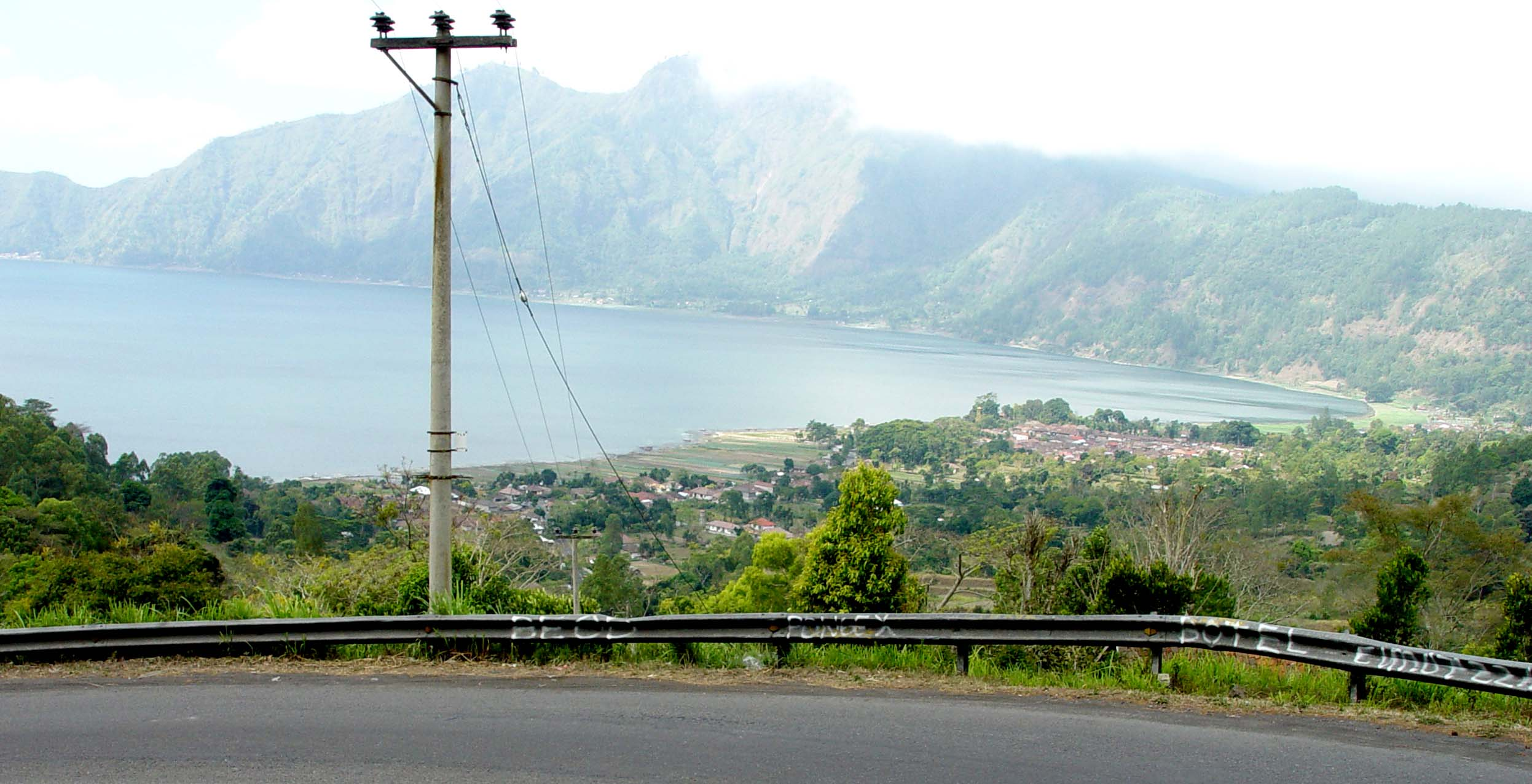
ペネロカン方面から

クディサン村(Desa Kedisan)は、インドネシア共和国バリ州バンリ県キンタマーニ郡の村。バリ島北東部のキンタマーニ高原に位置する。バリ島北東部のバトゥール山の火口原に水をたたえるバトゥール湖南岸に位置し、バトゥール湖とバトゥール山外輪山の尾根道を直結する唯一のルートにある、バトゥール湖の入り口の村。この急なつづら折りの坂道を登と、尾根道のペネロカン（バトゥールトゥンガー村）に出る。